# Církevní provincie Papeete
Církevní provincie Papeete je římskokatolickou církevní provincií, ležící na území Francouzská Polynésie ve Francii. V čele provincie stojí arcibiskup–metropolita z Papeete. Provincie vznikla v roce 21. června 1966. V současné době je metropolitní stolec uprázdněný, tzv. sedisvakance.

## Historie
Provincie vznikla spolu s povýšením apoštolského vikariátu Papeete na metropolitní arcidiecézi 21. června 1966, s jednou sufragánní diecézí. 

## Členění
Území provincie se člení na dvě diecéze:
- Arcidiecéze Papeete, založena jako apoštolský vikaritát 9. května 1848, na metropolitní arcidiecézi povýšena 21. června 1966
  - Diecéze Taiohae, založena jako apoštolský vikariát 9. května 1848, na diecézi povýšena 21. června 1966